# Portugals præsidentvalg i 1942
Portugals præsidentvalg i 1942 blev afholdt den 8. februar. Resultat var at Óscar Carmona fortsatte som præsident.

## Resultater
| Kandidater                       | Stemmer | %     |
| -------------------------------- | ------- | ----- |
| Óscar Carmona                    |         | 90,7% |
| Notater: Listen er ufuldstændig. |         |       |
| Kilde:                           |         |       |